# سام رجبی
سام (احسان) رجبی، ورزشکار و عضو سابق تیم ملی جودو ایران است.

## فعالیت حرفه‌ای
رجبی در سال ۱۳۸۶ در مسابقات بین‌المللی جام فجر تهران در وزن ۱۰۰ - کیلوگرم به مدال طلا رسید. در شهریور ۱۳۸۶ رجبی به عنوان عضو تیم ملی در رقابت‌های قهرمانی جودو جهان ۲۰۰۷ در ریودوژانیرو شرکت کرد که پس از یک پیروزی و دو باخت پیاپی حذف شد. رجبی در شهریور سال ۱۳۸۷ به دلیل پارگی رباط صلیبی و منیسک زانو مصدوم و جراحی شد. او در مصاحبه ای اعلام کرد برای به دست آوردن پیراهن تیم ملی ایران زحمات زیادی کشیده و مصدومیت باعث نخواهد شد آن را به راحتی از دست بدهد. او در ۲ خرداد سال ۱۳۸۸ در مسابقات جودوی قهرمانی آسیا به مدال برنز رسید که تنها موفقیت تیم ملی جودوی جمهوری اسلامی ایران در آن دوره از بازی‌ها بود. در شهریور ۱۳۸۸ رجبی قرار بود به عنوان نماینده ایران در وزن +۱۰۰ کیلوگرم به قهرمانی جودو جهان ۲۰۰۹ در هلند اعزام شود که به دلیل آسیب دیدگی مچ پای راست در آخرین مراحل تمرینی به صلاحدید مربیان از اعزام بازماند. رجبی به عنوان عضو تیم میقات الرضا در لیگ برتر جودوی ایران شرکت کرد.
او در اردیبهشت سال ۱۳۸۹ به دلیل اثبات دوپینگ به دلیل استفاده از ماده خاص که خاصیت درمانی هم دارد،مثبت اعلام شده بود. به همین دلیل از سوی ستاد ملی مبارزه با دوپینگ به مدت ۶ ماه از تیم ملی جودو محروم شد. با این حال او اجازه یافت در مسابقات انتخابی تیم ملی در مرداد ۱۳۸۹ شرکت کند. در آذر ۱۳۸۹ در رسانه‌ها اعلام شد از آمریکا درخواست پناهندگی کرده است. رجبی اعلام کرده که به آمریکا پناهنده نشده و به‌طور قانونی به این کشور مهاجرت کرده است.

احسان رجبی ۲۸ آذر ۱۳۹۹ در مسابقات جهانی رشته جوجیتسو در اورلاندو، با در دست داشتن پیراهنی که تصویر نوید افکاری روی آن نقش بسته بود، برای دریافت مدال طلای خود به روی سکو رفت. او که از اعضای کارزار «اتحاد برای نوید» است، در صفحه توئیتر خود نوشت:
«من امروز به عنوان یکی از اعضای کمپین #اتحاد_برای_نوید، برای نوید جنگیدم و قهرمان جهان شدم. راه نوید ادامه داره. نویدها جوانه می‌زنند و رشد می‌کنند تا روز آزادی. ما ورزشکاران راه او را ادامه خواهیم داد.»

## زندگی شخصی
به گزارش خبرگزاری ایسنا، سام با انتشار ویدئویی دلیل غیبت دو هفته‌ای خودش را بستری ۱۴ روزه در بیمارستان بیان کرد. سام در این ویدئو علت بستری اش را حمله عصبی و فشار بیش از حد گفته است. بنابر مدارکی که وی در حساب کاربری خود به نمایش گذاشت، دلیل بستری اجباری ۱۴روزه وی توسط مقامات رسمی کالیفرنیا در بخش ویژه روانی، طبق قوانین بهداشت روانی آمریکا، جلوگیری از صدمه به خود و دیگران بوده است.